# Duroia nitida
Duroia nitida är en måreväxtart som beskrevs av Julian Alfred Steyermark. Duroia nitida ingår i släktet Duroia och familjen måreväxter. Inga underarter finns listade i Catalogue of Life.